# Alexander Erler
Pour les articles homonymes, voir Erler.
Alexander Erler, né le 27 octobre 1997 à Innsbruck, est un joueur de tennis autrichien, professionnel depuis 2015.
Spécialiste du double, il a remporté huit titres sur le circuit ATP, dont sept avec son compatriote Lucas Miedler.

## Carrière
Alexander Erler a remporté sept titres en simple sur le circuit ITF entre 2018 et 2021.
En 2021, il remporte son premier titre sur le circuit ATP au tournoi de Kitzbühel avec son compatriote Lucas Miedler en battant trois équipes têtes de série, alors qu'ils étaient invités. Également invité dans le tableau de simple, il crée la surprise en battant Carlos Alcaraz, récemment titré à Umag et classé 55e mondial (7-5, 1-6, 6-2). Il remporte ensuite, avec le même partenaire, les tournois Challenger de Sibiu, Helsinki et Forlì. Titré par deux fois en Futures en simple, il ne dépasse pas en revanche le deuxième tour en Challenger.
En 2022, il remporte les tournois Challenger en double de Bangalore avec Arjun Kadhe et d'Ostrava avec Lucas Miedler. Ces titres lui permettent de rentrer dans le top 100 du classement ATP en double. En novembre, il remporte le titre à Vienne avec Miedler et entre dans le top 50. Ne parvenant pas à confirmer en simple, il décide de se spécialiser en fin de saison en double.
En 2023, il s'impose à Acapulco ainsi qu’à Munich et il remporte un deuxième titre à Kitzbühel.
En 2024, il remporte trois nouveaux titres ATP, à Kitzbühel pour la troisième fois, Anvers et Vienne pour la deuxième fois.

## Palmarès

### Titres en double messieurs
| No | Date       | Nom et lieu du tournoi                               | Catégorie | Dotation    | Surface      | Partenaire    | Finalistes                           | Score            |          |
| -- | ---------- | ---------------------------------------------------- | --------- | ----------- | ------------ | ------------- | ------------------------------------ | ---------------- | -------- |
| 1  | 26-07-2021 | Generali Open Kitzbühel Kitzbühel                    | ATP 250   | 419 470 €   | Terre (ext.) | Lucas Miedler | Roman Jebavý Matwé Middelkoop        | 7-5, 7-65        | Parcours |
| 2  | 24-10-2022 | Erste Bank Open Vienne                               | ATP 500   | 2 349 180 € | Dur (int.)   | Lucas Miedler | Santiago González Andrés Molteni     | 6-3, 7-61        | Parcours |
| 3  | 27-02-2023 | Abierto Mexicano Telcel presentado por HSBC Acapulco | ATP 500   | 2 013 940 $ | Dur (ext.)   | Lucas Miedler | Nathaniel Lammons Jackson Withrow    | 7-69, 7-63       | Parcours |
| 4  | 17-04-2023 | BMW Open by American Express Munich                  | ATP 250   | 562 815 €   | Terre (ext.) | Lucas Miedler | Kevin Krawietz Tim Pütz              | 6-3, 6-4         | Parcours |
| 5  | 31-07-2023 | Generali Open Kitzbühel                              | ATP 250   | 562 815 €   | Terre (ext.) | Lucas Miedler | Gonzalo Escobar Aleksandr Nedovyesov | 6-4, 6-4         | Parcours |
| 6  | 22-07-2024 | Generali Open Kitzbühel                              | ATP 250   | 579 320 €   | Terre (ext.) | Andreas Mies  | Constantin Frantzen Hendrik Jebens   | 6-3, 3-6, [10-6] | Parcours |
| 7  | 14-10-2024 | European Open Anvers                                 | ATP 250   | 690 135 €   | Dur (int.)   | Lucas Miedler | Robert Galloway Aleksandr Nedovyesov | 6-4, 1-6, [10-8] | Parcours |
| 8  | 21-10-2024 | Erste Bank Open Vienne                               | ATP 500   | 2 470 310 € | Dur (int.)   | Lucas Miedler | Neal Skupski Michael Venus           | 4-6, 6-3, [10-1] | Parcours |

### Finales en double messieurs
| No | Date       | Nom et lieu du tournoi           | Catégorie | Dotation    | Surface      | Vainqueurs                         | Partenaire    | Score             |          |
| -- | ---------- | -------------------------------- | --------- | ----------- | ------------ | ---------------------------------- | ------------- | ----------------- | -------- |
| 1  | 03-04-2023 | Grand-Prix Hassan II Marrakech   | ATP 250   | 562 815 €   | Terre (ext.) | Marcelo Demoliner Andrea Vavassori | Lucas Miedler | 6-4, 3-6, [12-10] | Parcours |
| 2  | 19-02-2024 | Rio Open by Claro Rio de Janeiro | ATP 500   | 2 100 230 $ | Terre (ext.) | Nicolás Barrientos Rafael Matos    | Lucas Miedler | 6-4, 6-3          | Parcours |
| 3  | 01-04-2024 | Grand-Prix Hassan II Marrakech   | ATP 250   | 579 320 €   | Terre (ext.) | Harri Heliövaara Henry Patten      | Lucas Miedler | 3-6, 6-4, [10-4]  | Parcours |

## Parcours dans les tournois duGrand Chelem

### En double messieurs
| Année | Open d'Australie                                                                   | Open d'Australie                                                                       | Internationaux de France                                                        | Internationaux de France                                                                | Wimbledon | Wimbledon | US Open | US Open |
| ----- | ---------------------------------------------------------------------------------- | -------------------------------------------------------------------------------------- | ------------------------------------------------------------------------------- | --------------------------------------------------------------------------------------- | --------- | --------- | ------- | ------- |
| 2023  | 2e tour (1/16) L. Miedler \|\| style="text-align:left;" \| J. Lehečka A. Molčan    | 1er tour (1/32) L. Miedler \|\| style="text-align:left;" \| L. Glasspool H. Heliövaara | 2e tour (1/16) L. Miedler \|\| style="text-align:left;" \| J. Murray M. Venus   | 1er tour (1/32) L. Miedler \|\| style="text-align:left;" \| B. McLachlan Y. Nishioka    |           |           |         |         |
| 2024  | 1er tour (1/32) L. Miedler \|\| style="text-align:left;" \| M. Purcell J. Thompson | 2e tour (1/16) L. Miedler \|\| style="text-align:left;" \| M. Granollers H. Zeballos   | 1er tour (1/32) L. Miedler \|\| style="text-align:left;" \| N. Skupski M. Venus | 2e tour (1/16) M. Middelkoop \|\| style="text-align:left;" \| M. Granollers H. Zeballos |           |           |         |         |
| 2025  |                                                                                    |                                                                                        |                                                                                 |                                                                                         |           |           |         |         |

N.B. : le nom du partenaire se trouve sous le résultat ; les noms des ultimes adversaires se trouvent à droite.

## Classements ATP en fin de saison
| Année          | 2015 | 2016 | 2017 | 2018 | 2019 | 2020 | 2021 | 2022 | 2023 | 2024 |
| Rang en simple | 2130 | –    | 811  | 401  | 517  | 492  | 339  | 726  | 1363 | –    |
| Rang en double | 1209 | 1563 | 677  | 527  | 689  | 472  | 135  | 51   | 37   | 42   |

Source : (en) Classements de Alexander Erler sur le site officiel de la Fédération internationale de tennis